# Biserica „Sfinții Arhangheli Mihail și Gavriil” din Nimoreni
Biserica „Sf. Arhangheli Mihail și Gavriil” este o biserică amplasată în Nimoreni, raionul Ialoveni, Republica Moldova. Este un monument arhitectural de importanță națională inclus în Registrul monumentelor Republicii Moldova ocrotite de stat cu nr. 753 (raionul Ialoveni). Datează din 1916.